# Die Sprungdeckeluhr
Die Sprungdeckeluhr ist ein DEFA-Kinderfilm von Regisseur Gunter Friedrich. Der Film entstand 1989/90 und wurde am 24. April 1991 uraufgeführt.

## Handlung
Hansi lebt in München im Jahr 1933. Ohne Erlaubnis hat er die Sprungdeckeluhr seines Vaters mit in die Schule genommen. Während Hansi den Unterricht schwänzt, trifft er einige Jungen in Hitlerjungen-Uniformen. Diese sind Komparsen für einen Film. Der Film heißt Hitlerjunge Heini – in Anspielung auf den tatsächlich existierenden UFA-Film Hitlerjunge Quex. Da es für die Komparsen-Arbeit ein schönes Taschengeld gibt, macht Hansi bei dem Film gerne mit. Während der Dreharbeiten kommt die Nachricht, dass Hitler Reichskanzler geworden ist. Zur „Feier des Tages“ dürfen die Komparsen ihre Hitlerjungen-Uniform behalten.
Zuhause erwartet Hansi eine böse Überraschung. Die Gestapo ist bei seinen Eltern. Sein Vater ist Abgeordneter der Sozialdemokraten. Zunächst hat die Gestapo allerdings noch keinen Haftbefehl. Nachdem die Gestapo-Leute gegangen sind, erklärt der Vater dem Jungen, dass die Sprungdeckeluhr eines seiner wichtigen Geheimverstecke ist und zeigt ihm, dass sich ein Deckel der Uhr nur mit einem Trick öffnen lässt. Nachts – die Kinder sind bereits im Bett – erhalten die Eltern die Warnung von einem befreundeten Polizisten, dass ein Haftbefehl gegen sie vorliegt. Die Eltern beschließen zu fliehen. Um Hansi und Rosi nicht zu gefährden, lassen sie die Kinder allein zurück, in der Absicht, in den nächsten Tagen jemanden zu schicken, der sich um die Kinder kümmert. Doch die Kinder bemerken die Flucht der Eltern, stellen sich aber schlafend. Nachdem die Eltern die Wohnung verlassen haben, stellt Hansi fest, dass sein Vater die Uhr nicht mitgenommen hat. Er schafft es selbst auch nicht, das Geheimversteck in der Uhr zu öffnen. Die Eltern wollen den Kindern später eine Nachricht zukommen lassen. Dies erweist sich allerdings als sehr schwierig, da die Geheimpolizei das Haus beobachtet. Unterstützt wird diese dabei auch von einer Nachbarin, die der Geheimpolizei Informationen zukommen lässt.
Schließlich gelingt aber der Kontakt mit der Untergrundbewegung. Dabei erfährt Hansi, dass sein Vater gefangen genommen und in ein Konzentrationslager verbracht wurde. Wieder in ihrer Wohnung kommt unerwartet die Mutter, verkleidet als die Nachbarin, die der Gestapo zuträgt. Sie will gemeinsam mit Rosi und Hansi aus der beobachteten Wohnung fliehen und die Kinder bei Genossen in Augsburg unterbringen. Die Kinder können durch ein schmales Kellerfenster unbemerkt von der Gestapo entkommen. Die Mutter allerdings verlässt das Haus durch den regulären Eingang, da sie sich – als die Nachbarin verkleidet – gut getarnt glaubt. Dabei will sie einer der Gestapo-Männer ansprechen, da er glaubt, seine Informantin zu sehen. So wird die Verkleidung der Mutter entdeckt. Sie wird verhaftet und Hansi und Rosi müssen allein fliehen.
Sie nehmen wieder Kontakt zur Untergrundbewegung auf. Dabei sorgt Hansi dafür, dass die Uhr dem Vater ins Konzentrationslager geschickt wird. Der Widerstand möchte die Kinder nun bei einem Ehepaar unterbringen, was jedoch scheitert. So gehen sie wieder in ihre alte Wohnung. In der Zwischenzeit konnte ihr Vater fliehen. So kam die Sprungdeckeluhr nicht beim Vater an. Um die Uhr in Sicherheit zu bringen, gehen Hansi und Rosi in das Lager. Sie geben sich harmlos und erklären, sie wollten die Sachen ihres Vaters abholen. Bei diesen Sachen befindet sich auch die mittlerweile im Lager eingetroffene Uhr. Nach einem brutalen Verhör, bei dem ein Untergebener des Lagerkommandanten Rosi auch schlägt, kommen die Kinder mit den Sachen und der Uhr wieder nach Hause. Dort erwartet sie bereits die Geheimpolizei. Hansi wird in ein Kinderheim gebracht, das von Nonnen geleitet wird, während seine ältere Schwester in eine Lehre als Verkäuferin gesteckt wird. Die Uhr darf Hansi als Spielzeug mitnehmen.
Für die Zeit, in der Hansi im Kinderheim ist, muss er die Uhr bei einer der Nonnen abgeben, da solche Spielzeuge verboten sind. Während Hansi im Kinderheim ist, wird der Film „Hitlerjunge Heini“ im Kino gezeigt. Da Hansi in dem Film als Komparse mitgespielt hat, geht er ins Kino. Entsetzt muss er feststellen, dass das ein Propagandafilm der Nazis ist. In dem Film geht es um den „heroischen“ Kampf eines Hitlerjungen gegen seinen „bösen“ Kommunistenvater, hier werden Ausschnitte aus dem real existierenden NS-Propagandafilm Hitlerjunge Quex gezeigt.
Schließlich gelingt es dem Widerstand, die Flucht der Kinder zu organisieren. Gerade noch rechtzeitig, denn die Geheimpolizei will den Jungen zu Weihnachten aus dem Kinderheim abholen. Er soll im Beisein seiner Mutter gefoltert werden, damit diese Informationen über den Widerstand verrät. Die Geheimpolizei ist den Flüchtenden dicht auf den Fersen. Damit die Kinder fliehen können, opfert sich ein Mann aus dem Untergrund. Er lenkt die Polizisten ab und wird erschossen. Währenddessen können die Kinder entkommen.
Die Flucht über die Schweizer Grenze gelingt. Und so können sie den Vater ein Jahr später in Prag für einige Stunden wiedersehen. Hier nun übergibt Hansi seinem Vater die Sprungdeckeluhr. Dieser ist erstaunt und erklärt seinem Sohn, dass die Uhr ein Geschenk war. Den Zettel mit der geheimen Botschaft hatte der Vater noch vor seiner Flucht entfernt. Hansi meint daraufhin, dass alles umsonst war. Aber der Vater sagt, dass keine Erfahrung im Leben umsonst ist. Durch eine Schrifttafel erfährt der Zuschauer, dass die Kinder ihren Vater nach diesem Treffen nie wieder gesehen haben. Er starb einige Zeit später im Kampf gegen die Nazis.

## Hintergrund
Der Film wurde von Dezember 1989 bis April 1990 in Gera, Prag und München und auf Schloss Weesenstein (Osterzgebirge Kreis Pirna) gedreht. Bedingt durch die Wirren der politischen Wende und die damit einhergehende Privatisierung der DEFA mussten die Arbeiten am Film mehrfach unterbrochen werden. Der Film entstand zunächst beim DEFA-Studio für Spielfilme, Künstlerische Arbeitsgruppe „Berlin“ und wurde dann von der DEFA-Studio Babelsberg GmbH fertiggestellt.
1992 brachte ihn das FWU als Unterrichtsfilm heraus.
Der Propagandafilm Hitlerjunge Quex, in dem Kinder und Jugendliche auf den Kampf gegen Kommunisten eingeschworen werden sollten, entstand 1933. Aus diesem Film werden auch einige Originalszenen bei der Kinovorführung gezeigt.
Bei „Die Sprungdeckeluhr“ gibt es einen Epilog. In einem Nachsatz wird darauf verwiesen, dass der Vater von Hans und Rosi im Kampf gefallen sei. Mit diesem Satz wird Bezug darauf genommen, dass der Film die Lebensgeschichte des kommunistischen Reichstagsabgeordneten Hans Beimler, der später im spanischen Bürgerkrieg umkam, anknüpft.
Der Regisseur des Films konnte auf die persönlichen Gespräche mit Frau Centa Beimler (der Mutter der Kinder) zurückgreifen.